# Heita Kawakatsu

Heita Kawakatsu

Heita Kawakatsu (jap. 川勝 平太 Kawakatsu Heita; * 16. August 1948) ist ein japanischer Wissenschaftler, Politiker und war von 2009 bis 2024 Gouverneur der Präfektur Shizuoka.
Kawakatsu, Absolvent der Waseda-Universität mit einem Ph.D der University of Oxford, war seit 1990 Professor an der wirtschaftswissenschaftlichen Fakultät der Waseda-Universität. Ab 1998 lehrte er am interuniversitären International Research Center for Japanese Studies in Kyōto. Seit den 1990er Jahren gehörte er verschiedenen Expertengremien der Regierung an, 2006 war Kawakatsu Mitglied der kyōiku saisei kaigi (教育再生会議, „Konferenz zur Revitalisierung der Bildung“), einem Gremium, das das Kabinett Abe zu Reformen des Bildungswesens beriet. 2007 wurde er Rektor der Shizuoka Bunka Geijutsu Daigaku (静岡文化芸術大学, „Universität für Kultur und Kunst Shizuoka“), die er 2009 verließ, um bei der Wahl zum Gouverneur von Shizuoka zu kandidieren. In seiner wissenschaftlichen Laufbahn hat er mehrere Bücher zur Wirtschafts- und Kulturgeschichte veröffentlicht.
Bei der Gouverneurswahl am 5. Juli 2009 konnte Kawakatsu, der von den drei Oppositionsparteien Demokratische Partei, Sozialdemokratische Partei und Neue Volkspartei unterstützt wurde, die ehemalige Oberhausabgeordnete Yukiko Sakamoto knapp schlagen, die von den Regierungsparteien Liberaldemokratische Partei und Kōmeitō getragen wurde. Er hatte im Wahlkampf versprochen, sich für die Reduzierung der 2,3 Billionen Yen (17 Mrd. Euro, Stand: Juli 2009) Schulden der Präfektur und eine Verbesserung des Bildungssystems einzusetzen. Kawakatsu wurde Nachfolger von Yoshinobu Ishikawa, der bereits im Juni 2009 zurückgetreten war und nicht zur Wiederwahl stand.
Bei der Gouverneurswahl 2013 wurde Kawakatsu gegen einen LDP-gestützten Kandidaten und einen Kommunisten mit Zweidrittelmehrheit wiedergewählt. 2017 setzte er sich mit rund 60 % der Stimmen gegen die Olympiamedaillengewinnerin, Sport- und Bildungspolitikerin Noriko Mizoguchi durch. 2021 gewann er gegen den ehemaligen LDP-Senator Shigeki Iwai. Ein landesweit beachtetes Thema seiner Amtszeit ist der Streit mit der JR Tōkai über den Bau der Trasse der Chūō-Shinkansen durch Shizuoka.
Im April 2024 kündigte er nach Äußerungen über den intellektuellen Wert verschiedener Berufsgruppen, die zu zahlreichen Beschwerden aus der Öffentlichkeit führten, seinen Rücktritt an, den er ursprünglich bei der regulären Präfekturparlamentssitzungsperiode im Juni 2024 einreichen wollte, dann aber wenige Tage später mit Verweis auf die Bauverzögerung bei der Chūō-Shinkansen sofort einreichte. Der Rücktritt wurde einen Monat später mit dem gesetzlichen Wahlkampfbeginn der Wahl eines Nachfolgers wirksam.

## Schriften
- A. J. H. Latham und Heita Kawakatsu (Hrsg.): Asia Pacific Dynamism 1550–2000. Routledge, London/New York 2000